# Marcel Granet
Marcel Granet (ur. 29 lutego 1884, zm. 25 listopada 1940) – francuski socjolog i sinolog. Zastosował do badań nad Chinami metodę Émile'a Durkheima. Specjalizował się w badaniach nad Chinami starożytnymi.

## Najważniejsze dzieła
- Fêtes et chansons anciennes de la Chine, 1919
- La religion des Chinois, 1922
- Danses et légendes de la Chine ancienne, 1926
- La civilisation chinoise, 1929
- La pensée chinoise, 1934
- La féodalité chinoise, 1952

## Książki przełożone na język polski
- Cywilizacja chińska, wyd. 1973 i 1995 (seria Rodowody Cywilizacji)
- Religie Chin